# Lesego Rampolokeng
Lesego Rampolokeng (geboren 7. Juli 1965 in Orlando West, Soweto, Republik Südafrika) ist ein südafrikanischer Schriftsteller und Musiker, der in englischer Sprache schreibt.

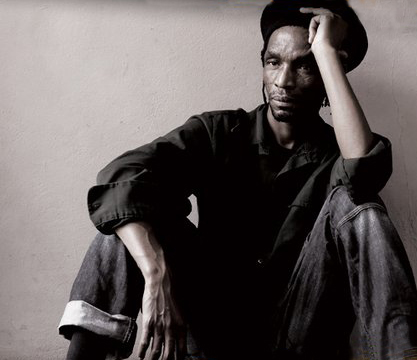
Lesego Rampolokeng (2011)

## Leben
Lesegos Vater starb früh, er erhielt den Familiennamen seines Stiefvaters. Lesego Rampolokeng wuchs in Soweto auf. Er begann ein Jurastudium an der University of the North in Polokwane, änderte dann aber seinen Berufsweg und widmete sich der Musik und Poesie. Er produzierte mehrere CDs und Romane. 

## Werke (Auswahl)
- Horns for Hondo. COSAW, 1990
- Talking Rain. COSAW, 1993
- Rap Master Supreme – Word Bomber in the Extreme. 1997
- End Beginnings. Englisch-Deutsch. Übersetzung Thomas Brückner. München : Marino, 1998
- Blue V's. Rap poems. Englisch-Deutsch. Buch, CD. Übersetzung Thomas Brückner. Edition Solitude, 1998
- The Bavino Sermons. Gecko Poetry, 1999
- The h.a.l.f. ranthology. CD mit anderen Musikern. 2002
- haul. in & pull out – Geburt & verlöschen. Buch und CD. Frankfurt am Main : Alpha-Presse, 2002
- The Second Chapter. Berlin : Pantolea Press, 2003
- Blackheart : epilogue to insanity. Roman. Pine Slopes Publications, 2004
- Whiteheart : prologue to hysteria. Roman. Deepsouth publishing, 2005
- Head on fire – Rants/Notes/Poems 2001–2011. Deepsouth Publishing, 2012
- A Half Century Thing. Black Ghost Books, 2015
- Bird-Monk Seding. Roman. Deepsouth Publishing, 2018
- The Bavino sermons. Lyrik. Deepsouth Publishing, 2019